# Натурализм (литература)

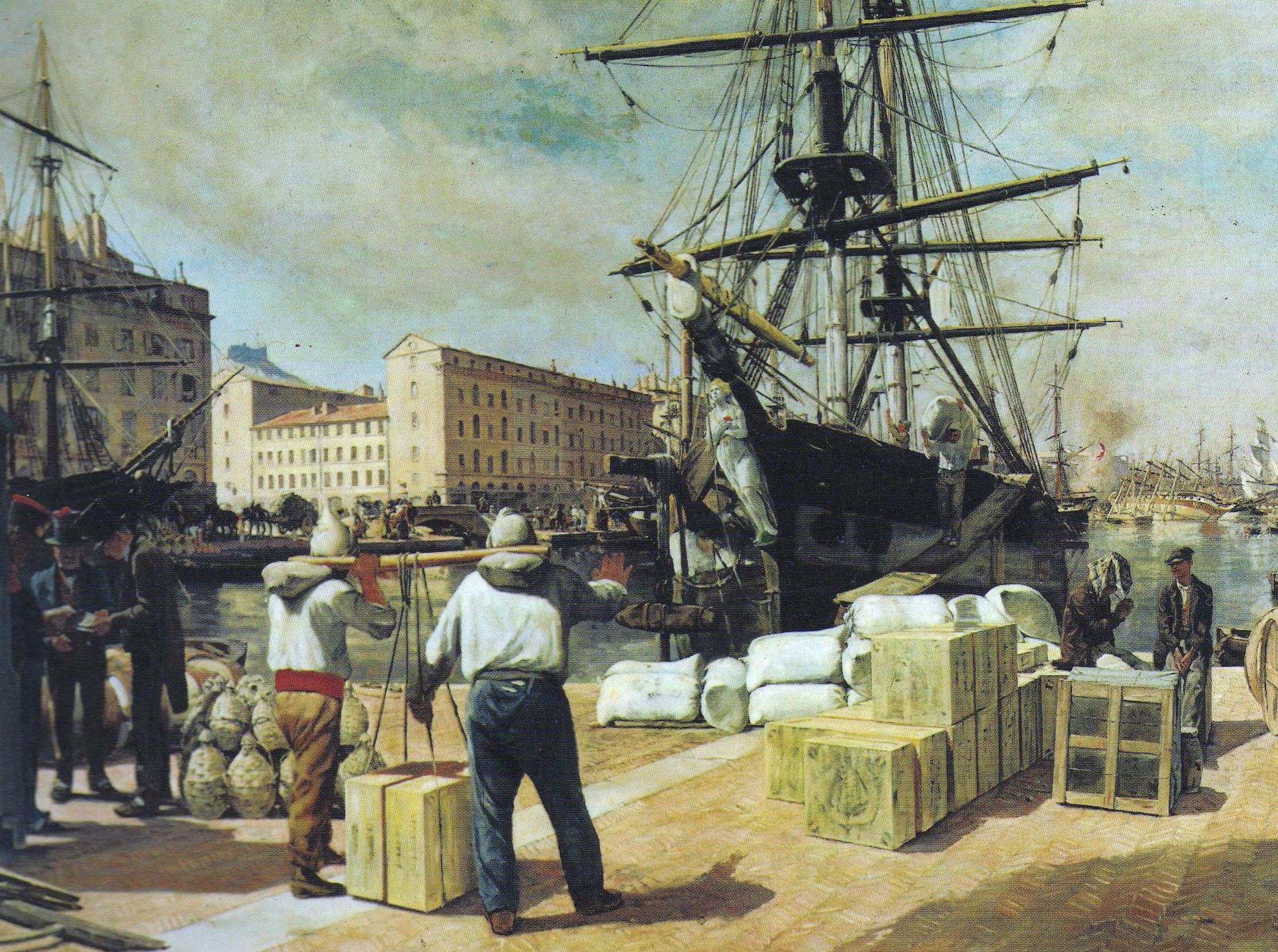
Типичный пример натурализма в живописи — картина Альфонса Мутте «Разгрузка брига в Марселе»

Натурали́зм (фр. naturalisme от лат. naturalis — «природный, естественный») — поздняя стадия развития реализма (или позитивизма) в литературе конца XIX — начала XX века. Не следует путать натурализм с «натуральной школой» в русской словесности 1840-х годов.
Натурализмом называют также художественный метод, для которого характерно стремление к внешнему правдоподобию деталей, к изображению единичных явлений — без обобщений и типизации.

## Истоки и обоснование
Термин «натурализм» в применении к литературе использовался ещё на рубеже XVIII—XIX веков, как обозначение стилевой тенденции, характерной для многих образцов так называемой «мещанской драмы», получившей широкое распространение во II половине XVIII века. Так, Фридрих Шиллер под натурализмом понимал «подражательное воспроизведение действительности» — интерес к мелким бытовым подробностям (в частности, в драмах А. В. Иффланда), призванным создать на театральных подмостках «иллюзию действительности». «Мещанская драма», в свою очередь, была тесно связана с философским натурализмом эпохи Просвещения. В самостоятельное художественное направление натурализм оформился лишь во II половине XIX века.
Философским обоснованием натурализма служили теория эволюции Ч. Дарвина, философский позитивизм О. Конта, эстетические построения Ипполита Тэна. Последний ещё в 1864 году заявил, что «порок и добродетель суть те же продукты, что сахар и купорос». Писатели стремились к наиболее бесстрастному и объективному воспроизведению реальности методами литературного «протоколирования», к превращению романов в «человеческий документ» о состоянии общества в определённом месте и времени. Текст был призван представлять собой столь же точный «сколок» действительности, как и фотография. Публикация многих произведений сопровождалась скандалами, так как натуралисты не стеснялись откровенно фиксировать быт грязных трущоб, злачных мест и борделей — тех мест, которые в более ранней литературе изображать было не принято.
Человек и его поступки понимались как обусловленные физиологической природой, наследственностью и средой — социальными условиями, бытовым и материальным окружением. Натурализм возник под влиянием бурного развития естественных наук и может рассматриваться как перенесение научных методов наблюдения и анализа в область художественного творчества. Писатели-натуралисты в создании своих произведений опирались на тщательное изучение быта, условий труда и самой работы своих героев, технологий и инструментов, клинических отчетов, медицинских трудов. Естественнонаучное объяснение любых человеческих поступков действием «крови и нервов» (выражение Золя) приводило натуралистов к сомнениям в наличии у человека свободной воли. Детерминизм зачастую переходил у них в фатализм и крайний пессимизм.
Ключевое отличие натурализма от классического реализма в том, что герои натуралистических произведений не несут ответственности за свою жизнь, у них просто нет выбора. Многие персонажи натуралистов — беспомощные продукты окружающей среды и плохой наследственности, которых двигают по жизни животные инстинкты, удовлетворению же этих инстинктов мешают непреодолимые социально-экономические реалии.
По замечанию Б. Сучкова, натурализм «имитирует реализм», отличаясь от него «не только отсутствием социального анализа и способности к типизации, но и тем, что уравнивает в изображении разнозначные по своему объективному содержанию явления действительности».

## Основные представители

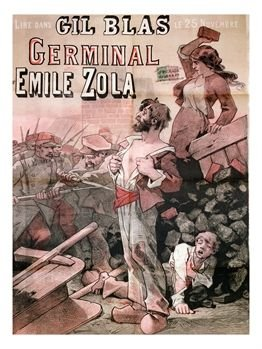
Анонс первой публикации романа Золя «Жерминаль»

Принципы натурализма прослеживаются уже в романах братьев Гонкуров и Джордж Элиот, опубликованных в 1860-е годы. Однако первым термин «натурализм» использовал для обозначения собственного творчества Эмиль Золя — автор теоретических работ «Экспериментальный роман» (1880), «Романисты-натуралисты» (1881) и «Натурализм в театре» (1881). Вокруг Золя группировались такие писатели, как Ги де Мопассан, Альфонс Доде, Гюисманс и Поль Алексис. После выхода сборника «Меданские вечера» (1880) с откровенными рассказами о бедствиях франко-прусской войны (включая мопассановскую повесть «Пышка») за ними закрепилось название «меданской группы».
Натуралистическое начало зачастую подвергалось критике за недостаток художественности. Например, И. С. Тургенев писал по поводу одного из романов Золя, что «там много копаются в ночных горшках». Критически относился к натурализму и Гюстав Флобер, в котором французские критики на первых порах видели чуть ли не идейного предводителя новой школы. Золя поддерживал дружеские отношения со многими художниками-импрессионистами (это направление отразилось в романе "Творчество"); оба направления пересекались в своём стремлении к предельно точной фиксации реальности.
В конце 1880-х некоторые писатели-натуралисты (в первую очередь, Гюисманс и Дейссел) перешли на позиции символизма, в то время как Золя продолжал протоколировать социальные реалии современной ему Франции в 20-томной серии романов «Ругон-Маккары». Слава французского писателя гремела далеко за пределами Франции. Дань моде на бытописательство отдали писатели немецкие (Герхарт Гауптман), скандинавские (Ю. А. Стриндберг), португальские (Жозе Мария Эса ди Кейрош), чешские (К. М. Чапек-Ход) и русские (П. Д. Боборыкин). Примерами натуралистической прозы на русском языке могут служить романы Арцыбашева «Санин» и «У последней черты», роман Куприна «Яма», «Записки врача» В. В. Вересаева и «Деревня» И. А. Бунина, а также почти все произведения А. В. Амфитеатрова, которого современники называли «русским Золя».
В своеобразную школу за пределами Франции натурализм сложился только в Италии (см. веризм) и в США. Американские писатели-натуралисты — Теодор Драйзер, Стивен Крейн, Фрэнк Норрис, Джек Лондон, Джон Стейнбек — беспощадно фиксировали реалии повседневной жизни на задворках общества, на полях боя и в городских трущобах (там, где селились прибывавшие в Америку иммигранты). В целом их произведения ещё более пессимистичны, чем романы Золя.